# Nederbetuws
Het Nederbetuws, ook wel genoemd Tielerwaards, is de taal van de westelijke Betuwe, van de streken die bekendstaan als Neder-Betuwe en Tielerwaard. Deze dialecten worden gewoonlijk tot het Zuid-Gelders gerekend maar vormen in feite de voortzetting van de Brabantse dialecten, in het bijzonder van het Midden-Noord-Brabants. Daarin zijn ze vooral verwant met het Bommelerwaards en het Maas-en-Waals.
Het Nederbetuws kent verkleinwoorden op -ke en het gebruikt het woordje gij. In deze kenmerken onderscheidt het zich van het Hollands, dat zich ten westen laat horen in de vorm van het Vijfheerenlands en ten noorden, aan de andere zijde van de Lek, in het Utrechts. Het heeft ook overeenkomsten met die dialecten; de belangrijkste is de uitspraak van de Nederlandse korte a als aa.
Het Nederbetuws onderscheidt zich duidelijk van het Overbetuws. In dit dialect hoort men voor de Nederlandse ij en ui nog ie en uu, terwijl de Nederbetuwse klanken het Nederlands benaderen. Ook kent het Overbetuws umlaut in de verkleinwoordvorming, wat in het Nederbetuws geheel onbekend is. De Overbetuwe lijkt zich in het verleden vooral op Nijmegen en Kleef te hebben gericht, de Nederbetuwe bijna geheel op Brabant.
De rivierstadjes Culemborg en Tiel hebben beide een duidelijk van de omgeving afwijkend dialect, dat zich onder meer onderscheidt door de gutturale ("brouwende") uitspraak van de r.